# Lungi-Brücke
Die Lungi-Brücke (englisch Lungi Bridge) ist eine seit 2005 geplante Straßenbrücke über den Sierra Leone River (Rokel) in Sierra Leone. Diese soll die Hauptstadt Freetown im Distrikt Western Area Urban des Gebietes Western Area mit dem Freetown International Airport bei Lungi im Distrikt Port Loko in der Provinz North West verbinden.

## Bauplanung
2014 wurde hierzu eine umfangreiche Machbarkeitsstudie durchgeführt, die eine Fertigstellung bis 2019 mit Baukosten von 1,1495 Milliarden US-Dollar vorsah. Das Projekt wurde nicht weiter verfolgt, bis 2018 erneut die Planungen aufgenommen wurden. Die Brücke soll den seit 2012 geplanten und teilweise begonnenen Bau des neuen internationalen Flughafens Mamamah International Airport bei Freetown obsolet machen, da sie eine Verbindung zum bestehenden Freetown International Airport schafft.
Der Bau sollte von der chinesischen PowerChina International Group realisiert werden, wurde aber kontrovers, aufgrund der hohen Kosten und geringen volkswirtschaftlichen Interesses, diskutiert. Die Baukosten werden mit bis zu einer Milliarde US-Dollar angegeben.
Im November 2019 wurden die Ausschreibung für das Projekt veröffentlicht. Demnach soll die Brücke mit jeweils drei Fahrspuren pro Richtung etwa 8 Kilometer lang sein und auch eine zukünftige Schienenverbindung ermöglichen. Sie soll eine Lebensdauer von 120 Jahren haben und binnen 4–6 Jahren errichtet werden. Die Baukosten werden nun mit 1,8 bis 2,1 Milliarden US-Dollar angegeben.
Im Mai 2021 wurde der Baubeginn in Kürze angekündigt. Die Baukosten wurden mit 1,2 Milliarden US-Dollar angegeben, nachdem zwischenzeitlich von bis zu 3 Mrd. US$ die Rede war. Im März 2023 hat der Bau weiterhin nicht begonnen. Die abschließenden Bauverträge mit der China Road and Bridge Corporation wurden im Dezember 2023 unterzeichnet. Der Bau soll im letzten Quartal 2024 beginnen[veraltet] und drei Jahre dauern. Die Baukosten sollen 1,149 bis 1,5 Milliarden US-Dollar betragen.